# 张家坤
张家坤（1942年—），福建福州人，汉族，中华人民共和国政治人物、第十一届全国人民代表大会福建地区代表。

## 生平
毕业于中国科技大学无线电电子学系声学专业，是中共党员。担任福建省人大常委会副主任。2008年起担任全国人大代表。